# Relazione (matematica)
In matematica una relazione è un sottoinsieme del prodotto cartesiano di due o più insiemi.

## Definizione

### Relazione tra due insiemi
Una relazione tra due insiemi {\displaystyle A} e {\displaystyle B} (o relazione binaria) è un sottoinsieme del loro prodotto cartesiano, {\displaystyle R\subset A\times B}.
Si utilizzano in maniera equivalente le notazioni
{\displaystyle (a,b)\in R}
{\displaystyle R(a,b)}
{\displaystyle aRb}
e quando sono verificate si dice che {\displaystyle a} è in relazione con {\displaystyle b} (secondo la relazione {\displaystyle R}).

### Relazioni traninsiemi
Una relazione tra n insiemi {\displaystyle S_{1},\ldots ,S_{n}} è un sottoinsieme del loro prodotto cartesiano {\displaystyle S_{1}\times \ldots \times S_{n}}, ovvero un insieme di n-uple ordinate {\displaystyle (s_{1},\ldots ,s_{n})}. È anche detta relazione n-aria (in casi specifici anche ternaria, quaternaria, eccetera). Si utilizzano in maniera equivalente le notazioni
{\displaystyle (s_{1},\ldots ,s_{n})\in R}
{\displaystyle R(s_{1},\ldots ,s_{n}).}
Con notazione diversa, una relazione su una famiglia di insiemi {\displaystyle {\mathcal {F}}=\{S_{i}\}_{i\in I}} è un sottoinsieme del loro prodotto cartesiano {\displaystyle \prod _{i\in I}S_{i}}.
Formalmente è possibile definire una relazione su un solo insieme {\displaystyle A} (anche detta una relazione unaria o proprietà):
{\displaystyle R=\{a\in A\mid R(a)\}.}
L'insieme {\displaystyle R} è (banalmente) l'insieme degli elementi che godono della proprietà di appartenere ad {\displaystyle R}.

## Proprietà
Si dice che una relazione binaria {\displaystyle R\subset A\times A} è una relazione di equivalenza, o più semplicemente un'equivalenza, se è:
- Riflessiva: {\displaystyle \forall a\in A,\ aRa.}
- Simmetrica: {\displaystyle \forall a,b\in A,\ aRb\Rightarrow bRa.}
- Transitiva: {\displaystyle \forall a,b,c\in A,\ aRb\wedge bRc\Rightarrow aRc.}

Si dice che {\displaystyle R} è una relazione d'ordine, o più semplicemente un ordine, se è:
- Riflessiva: {\displaystyle \forall a\in A,\ aRa.}
- Antisimmetrica: {\displaystyle \forall a,b\in A,\ aRb\wedge bRa\Rightarrow a=b.}
- Transitiva: {\displaystyle \forall a,b,c\in A,\ aRb\wedge bRc\Rightarrow aRc.}

In più è totale se vale la linearità o totalità:
- Totalità: {\displaystyle \forall a,b\in A,\ aRb\vee bRa}.

## Esempi
- L'ordine stretto maggiore sui numeri reali mette in relazione coppie di numeri reali

{\displaystyle R=\{(a,b)\in \mathbb {R} \times \mathbb {R} \mid a>b\},}
ossia {\displaystyle a\in \mathbb {R} } è in relazione maggiore con {\displaystyle b\in \mathbb {R} } quando {\displaystyle a>b} (cioè {\displaystyle aRb}).
- Sui numeri naturali, la differenza {\displaystyle a-b=c} mette in relazione triple {\displaystyle (a,b,c)} secondo

{\displaystyle R=\{(a,b,c)\in \mathbb {N} ^{3}\mid a-b=c\}.}
- Ogni funzione {\displaystyle f\colon A\to B} è una relazione

{\displaystyle R_{f}=\{(a,b)\in A\times B\mid f(a)=b\}}
e può essere identificata con il suo grafico.
- Su numeri reali la positività ({\displaystyle x\geqslant 0}) è una relazione:

{\displaystyle R=\{x\in \mathbb {R} \mid x\geqslant 0\}.}
- Una relazione di equivalenza è una relazione.

## Applicazioni

### Informatica
Le "relazioni" che vengono utilizzate nelle basi di dati sono davvero delle relazioni:
- nel modello entità-relazioni le relazioni sono relazioni tra gli insiemi entità;
- nel modello relazionale le relazioni sono relazioni tra gli insiemi domini; la rappresentazione tabulare delle t-uple è la rappresentazione per elencazione delle n-uple (in inglese t-uples).